# Tesla Model X
O Model X é um crossover esportivo elétrico produzido pela Tesla. O modelo foi apresentado oficialmente pela Tesla em Hawthorne, California, em 9 de fevereiro de 2012.

## Outros veículos elétricos
- Eliica
- Chevrolet Volt
- General Motors EV1
- Nissan Leaf
- BMW I3
- Tesla Roadster
- Tesla Model S
- Tesla Model 3